# International School Yangon
The International School Yangon (ISY) är en exklusiv privatskola belägen i Yangon, Myanmar.
Skolan har ungefär 800 elever i åldrarna 5 till 19 år. Skolan grundades 1955 och det inleddes ett omfattande samarbete med amerikanska ambassaden i Yangon. Samarbetet innebär att skolan är sponsrad av och bedriver sin verksamhet under diplomatisk skydd från US Department of State. Skolan följer amerikanska skolsystemet och elever får både ett amerikanskt high school diploma och ett IB Diploma. Familjerna som har barn i skolan består mestadels av diplomater, utlänningar som arbetar för internationella organisationer och burmesisk överklass. Skolan ligger i området Golden Valley i den välbärgade stadsdelen Bahan. Skolan är icke-vinstdrivande och skolavgifter betalas av föräldrarna eller deras företag, organisationer eller ambassader. Ett års skolgång på gymnasienivå kostar totalt ungefär 30 000 USD (cirka 300 000 svenska kronor). Skolan anses vara den mest prestigefyllda skolan i Myanmar och en av de ledande skolorna i Asien.